# Helanca
Helanca ist ein hochelastisches, texturiertes Polyamidfilamentgarn. Es wird mittels eines Verfahrens hergestellt, welches im Jahre 1931 von Rudolph H. Kägi, einem US-Amerikaner mit Schweizer Namen, entwickelt und ursprünglich auf Viskosefasern (Kunstseide) angewandt wurde. Die Schweizer Firma Heberlein & Co erwarb von Kägi die Rechte für das Verfahren, das sie sich patentieren ließ und zur Produktionsreife weiterentwickelte. Seit 1932 wird es von Heberlein & Co. in der Schweiz produziert.